# Bistum Fenyang
Das Bistum Fenyang (lat.: Dioecesis Feniamensis) ist ein römisch-katholisches Bistum mit Sitz in Fenyang in der Volksrepublik China.

## Geschichte
Papst Pius XI. gründete das Apostolische Vikariat Fenyang mit dem Breve In omnes am 12. Mai 1926 aus Gebietsabtretungen des Apostolischen Vikariats Taiyuanfu. Der erste Apostolische Vikar, Aloysius Chen Guo-di OFM, gehörte zu den ersten sechs chinesischen Bischöfen, die durch Papst Pius XI. am 28. Oktober 1926 in Rom zu Bischöfen geweiht wurden.
Mit der Apostolischen Konstitution Quotidie Nos wurde es am 11. April 1946 zum Bistum erhoben.  John Huo Cheng, ein Bischof der Chinesischen Katholisch-Patriotischen Vereinigung, verwaltete es von 1992 bis zu seinem Tod im Januar 2023.

## Ordinarien

### Apostolische Vikare von Fenyang
- Aloysius Chen Guo-di OFM (10. Mai 1926–9. März 1930)
- Francis Liu-Chiu-wen (23. Juli 1930–11. April 1946)

### Bischöfe von Fenyang
- Francis Liu-Chiu-wen (11. April 1946–15. Januar 1948)
- Simon Lei Chang-Hsia (9. Juni 1949–16. Februar 1970)
- Anthony Gao Yong (1962–11. März 1980), vom Vatikan nicht anerkannt
- John Huo Cheng (1991–2023)
  - Sedisvakanz seit 2. Januar 2023